# Royal Securities Exchange of Bhutan
Die Royal Securities Exchange of Bhutan ist die einzige Wertpapierbörse in Bhutan. Sie ist eine der kleinsten Börsen der Welt mit einer Marktkapitalisierung von rund 738 Millionen Dollar und 18 börsennotierten Unternehmen (Stand Dezember 2024). Im Jahr 2024 beträgt die Marktkapitalisierung im bhutanischen Ngultrum (BTN) 62.000.000.000. Sie wurde 1993 gegründet.
Sie befindet sich im Gebäude der Royal Insurance Corporation of Bhutan (RICBL) in Thimphu. Das Kapital für die Gründung der Börse wurde von der Bank of Bhutan, der Royal Insurance Corporation of Bhutan, dem Unit Trust of Bhutan (heute Bhutan National Bank) und der Bhutan Development Finance Corporation bereitgestellt. 

## Mitgliedschaften
Die Royal Securities Exchange of Bhutan ist Mitglied:
- der South Asian Federation of Exchanges.[2]
- Sustainable Stock Exchanges Initiative